# Національний музей Словенії
Національний музей Словенії (словен. Narodni muzej Slovenije) знаходиться в Любляні, столиці Словенії. Він розташований у центральному районі міста біля міського парку Тіволі. Поряд із Словенським природознавчим музеєм, що знаходиться в тій же будівлі, Національний музей Словенії є найстарішим науковим та культурним закладом країни. Музей має велику колекцію археологічних артефактів, старих монет і банкнот (у відділі нумізматики на першому поверсі) та експонатів, пов’язаних з прикладним мистецтвом.

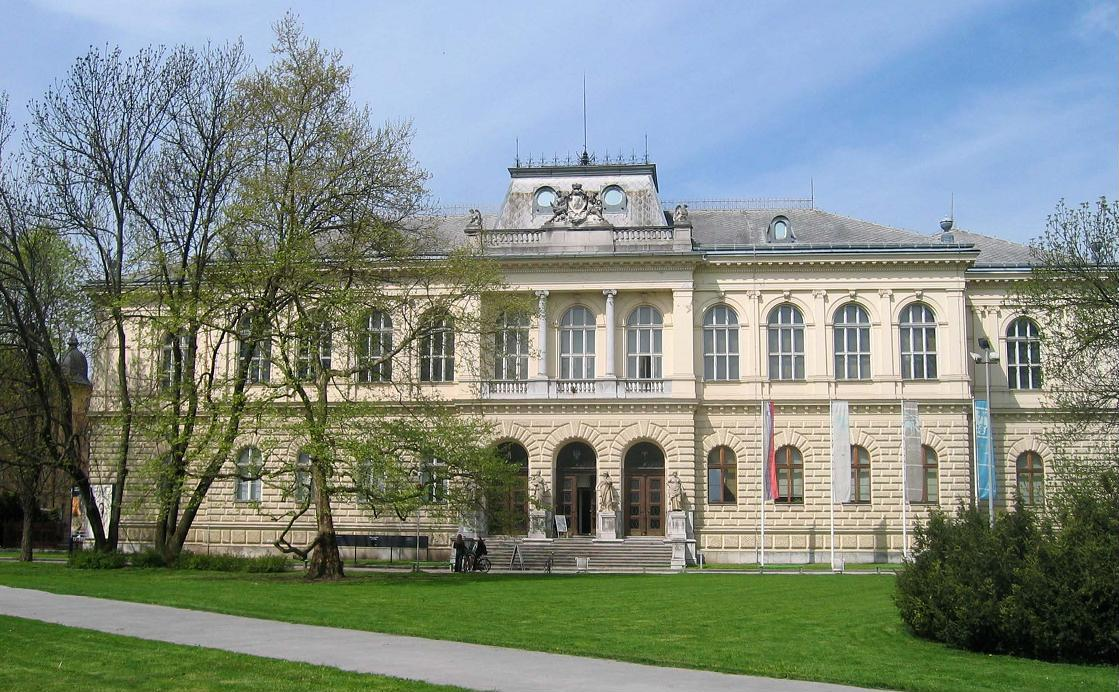
Будівля музею в Любляні, де розташовані Національний музей Словенії та Словенський музей природознавства.

## Історія
Музей був заснований у 1821 році як «Музей садиби Крайни» (нім. Krainisch Ständisches Museum). П'ять років потому австрійський імператор Франциск I вирішив особисто спонсорувати музей і наказав перейменувати його в «Провінційний музей Крайни». У 1882 році музей був перейменований на «Провінційний музей Крайни - Рудольфінум» на честь кронпринца Рудольфа.

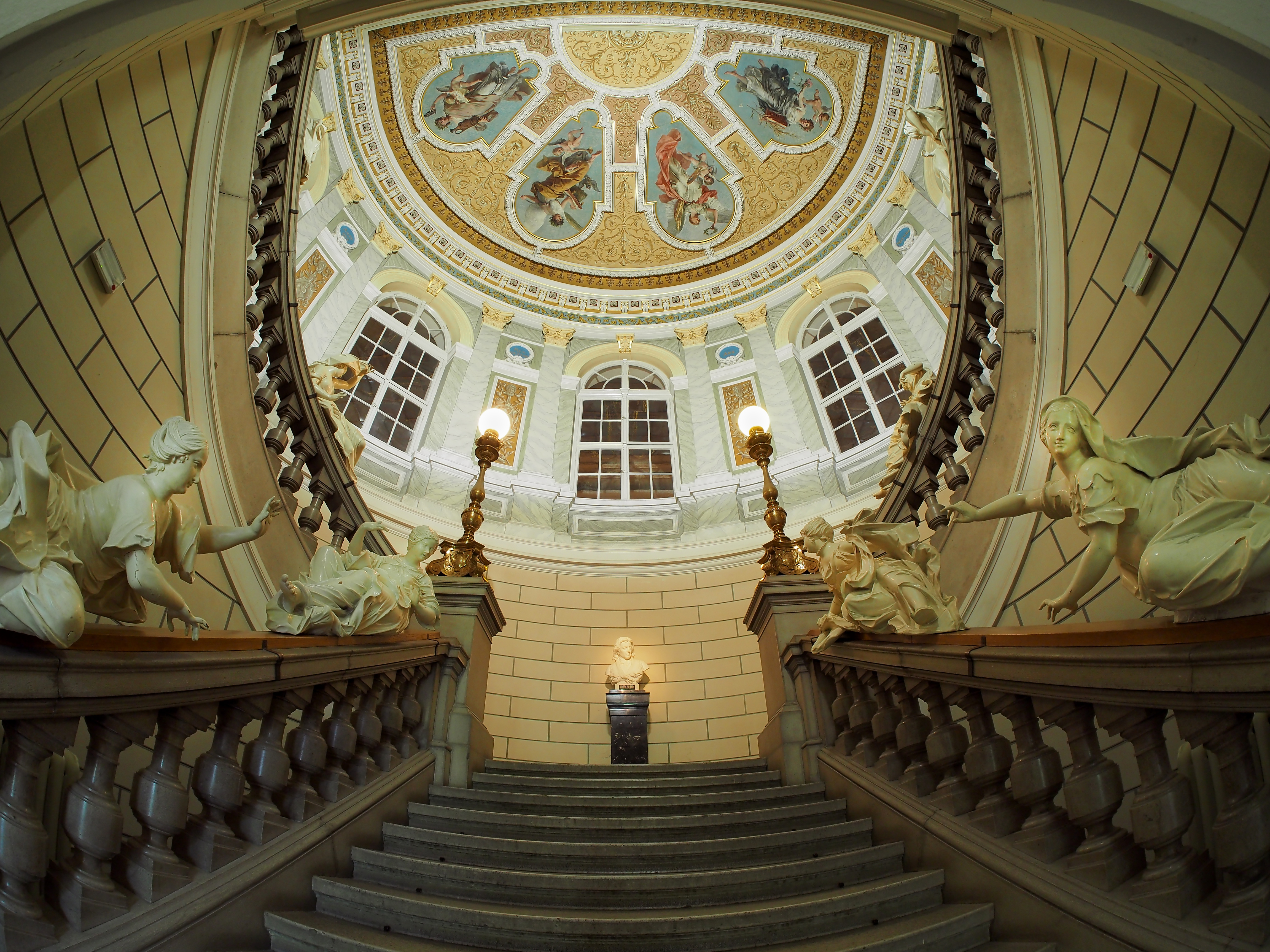
Сходи зі стелею.

Після створення Королівства сербів, хорватів та словенців назву було змінено на «Національний музей». У 1923 р. етнографічні колекції, якими володів музей, були вилучені та розміщені в новому словенському етнографічному музеї, а в 1933 р. значна частина його вишуканих творів була перенесена до Національної галереї Словенії. У 1944 р. Словенський музей природознавства (тоді відомий як Музей природничих наук) став незалежним, незважаючи на те, що знаходився в одній будівлі. У 1953 р. більшість архівів було перенесено до палацу Грубера.
У 1992 році перейменований на Національний музей Словенії, сьогодні музей розділений на Археологічний відділ, Нумізматичний кабінет, Відділ ескізів та малюнків та Відділ історії та прикладного мистецтва.

## Будівля

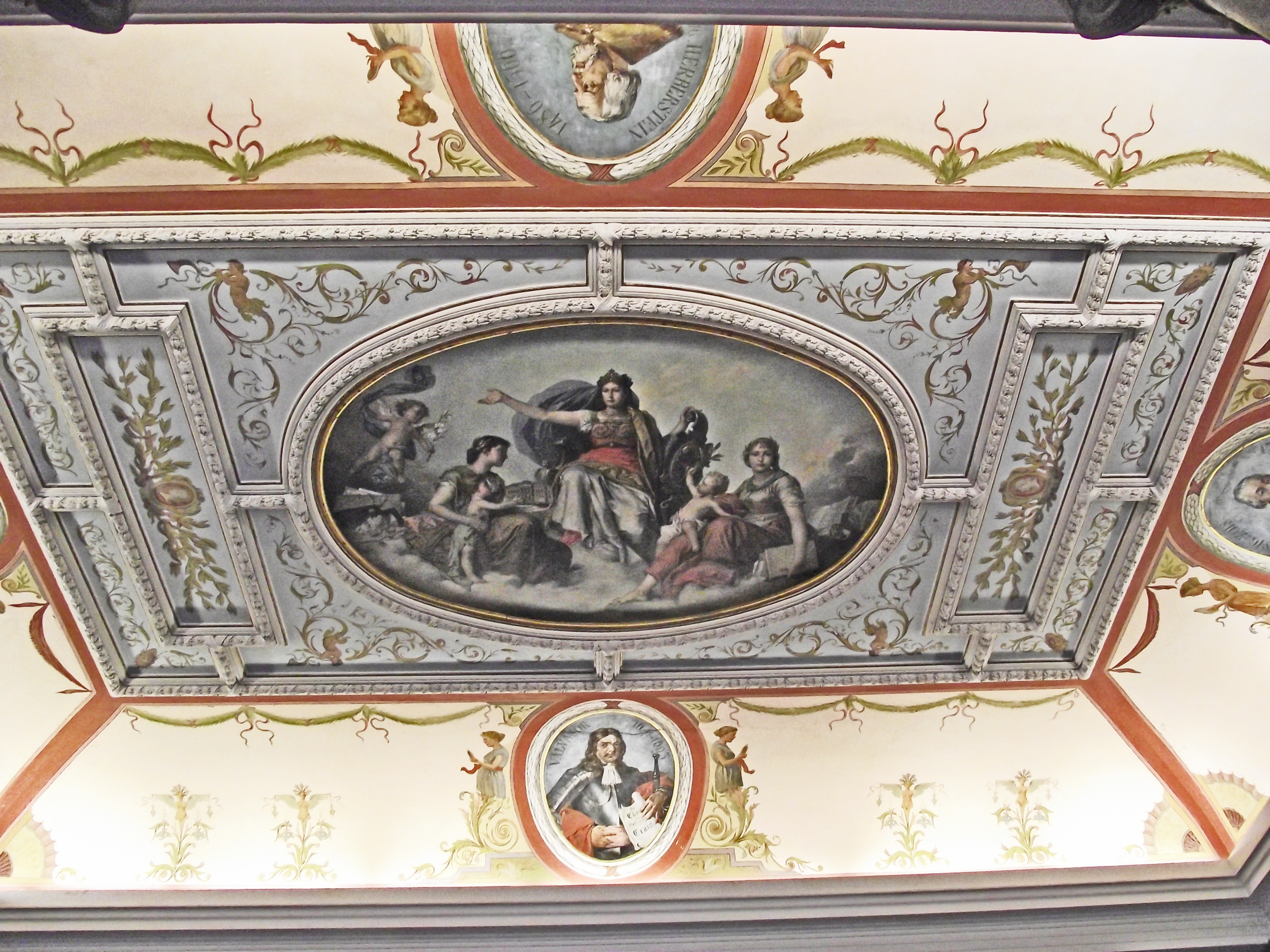
Стеля музею з картинами Янеза та Юрія Шубіча та оздобленням Карела Ліповшека

Головна будівля Національного музею розташована неподалік від будівлі парламенту Словенії та МЗС Словенії, а оперний театр Любляни стоїть прямо навпроти нього на тій же площі. Він був побудований у стилі неоренесансу майстром Вільгельмом Трео у співпраці з Яном Володимиром Храскі між 1883 і 1885 роками. Трео здебільшого слідував планам віденського архітектора Вільгельма Резорі.
Інтер’єр був розроблений Храскі, а стелю головного залу прикрасили медальйони живописців Янеза та Юрія Шубіча.  Вони були створені в 1885 році. Янез Шубіч намалював головну алегоричну картину Карніоли як захисника мистецтв і наук, тоді як Юрій Шубіч намалював чотири портрети відомих краніан: Йоганна Вейхарда фон Вальвазора, Валентина Водника, Зігмунда Герберштейна та Зігмунда Цойза. Картина Янеза виконана олією по дереву, тоді як портрети - олією на свіжій штукатурці. Художники виконували пропозиції свого вчителя Янеза Вольфа. Простір між медальйонами прикрасив Карел Ліповшек. 
Будівля була урочисто відкрита 2 грудня 1888 р.  На Словенських землях це була перша споруда, яка використовувалась виключно для культурних цілей.  Бронзовий пам'ятник Крайни ерудит Янез Вайкард Вальвазор, розроблений скульптором Алойзі Gangl, був поміщений в передній частині музею в 1903. 

## Вибрані керівники та співробітники
- Карел Дежман (1821–1889)
- Йосип Мал (1884–1978)
- Август Пірєвець (1887–1944)
- Саймон Рутар (1851–1903)
- Борис М. Гомбач (1945)